# Burgenstraße

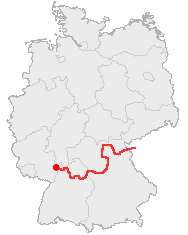
Mappa della Burgenstraße, attraverso Baden-Württemberg, Baviera e da lì fino alla Repubblica Ceca

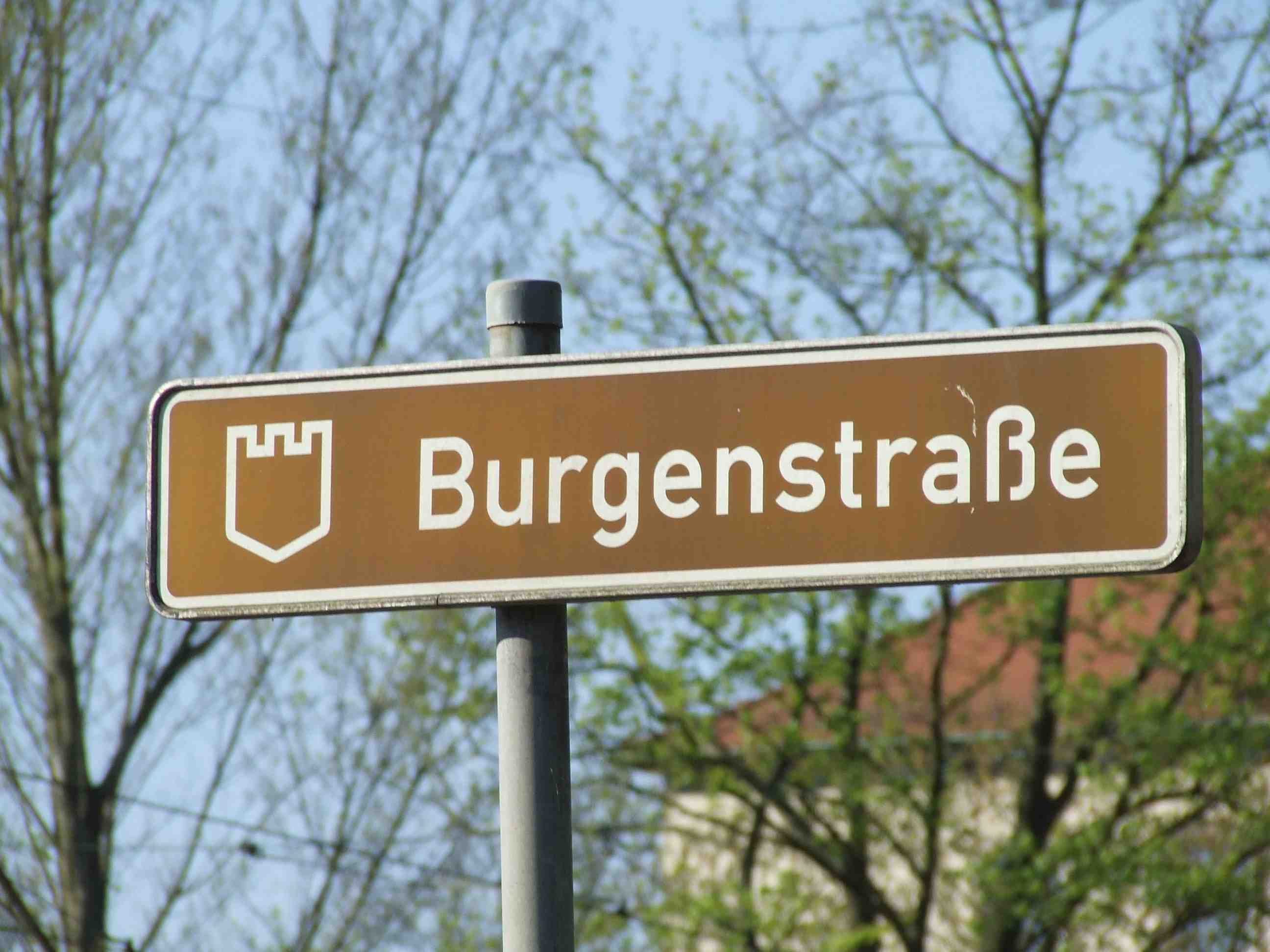
Cartello stradale

La Burgenstraße (in italiano, strada dei castelli) è uno dei più tradizionali itinerari di vacanza della Germania e della Repubblica Ceca.

## Storia
Nel 1954 fu fondato il gruppo di lavoro che aveva come obiettivo lo sviluppo della tratta da Mannheim a Norimberga via Heilbronn; nel 2000 si è trasformato in un'associazione per soddisfare le sempre crescenti richieste di mercato.
Nel 1994 al gruppo è riuscito di prendere contatto con la Repubblica Ceca grazie all'apertura dei confini, e prolungare così l'itinerario fino a Praga come Hradní stezka. In tal modo la strada dei castelli ha raggiunto nel suo complesso un percorso di quasi 1000 chilometri.

## Percorso
La strada conduce attraverso la valle del Neckar, la Hohenloher Land, la Franconia, il Fichtelgebirge e il Kaiserwald.
Oltre al traffico di singoli cittadini anche compagnie come il Deutsche Touring hanno riconosciuto questa attrazione turistica e vi si sono in parte associate. Queste connessioni sono particolarmente apprezzate da turisti provenienti da oltreoceano.
Ad oggi si continua a lavorare al miglioramento della strada, soprattutto in Repubblica Ceca, in modo da poter contare sulla disponibilità di nuove attrazioni anche dopo i cinquant'anni dalla creazione, nel 2004.

## Itinerario e lista dei castelli
La Strada dei Castelli passa da ovest ad est lungo i seguenti luoghi raggruppati per land tedeschi, cui corrispondono i monumenti notevoli indicati.
Baden-Württemberg
- Mannheim
- Schwetzingen
- Heidelberg
- Neckargemünd

Assia
- Neckarsteinack
- Hirshhorn (Neckar)

Baden-Württemberg
- Eberbach
- Zwingenberg (Baden)
- Neunkirchen-Neckarkatzenbach
- Binau
- Obrigheim (Baden)
- Mosbach-Neckarelz
- Neckarzimmern
- Gundelsheim
- Haßmersheim-Neckarmühlbach
- Bad Rappenau-Heinsheim
- Bad Wimpfen
- Bad Friedrichshall
- Heilbronn
- Weinsberg
- Neuenstein
- Waldenburg
- Schwäbisch Hall
- Kirchberg an der Jagst
- Langenburg

Baviera
- Rothenburg ob der Tauber
- Ansbach
- Colmberg
- Abenberg
- Roth
- Norimberga
- Fränkische-Schweiz
- Ahorntal
- Bamberga
- Seßlach
- Bad Colberg-Heldburg
- Coburgo
- Kronach
- Kulmbach
- Bayreuth

Repubblica Ceca
- Cheb
- Loket
- Teplá
- Zdice
- Praga

## Itinerario fotografico

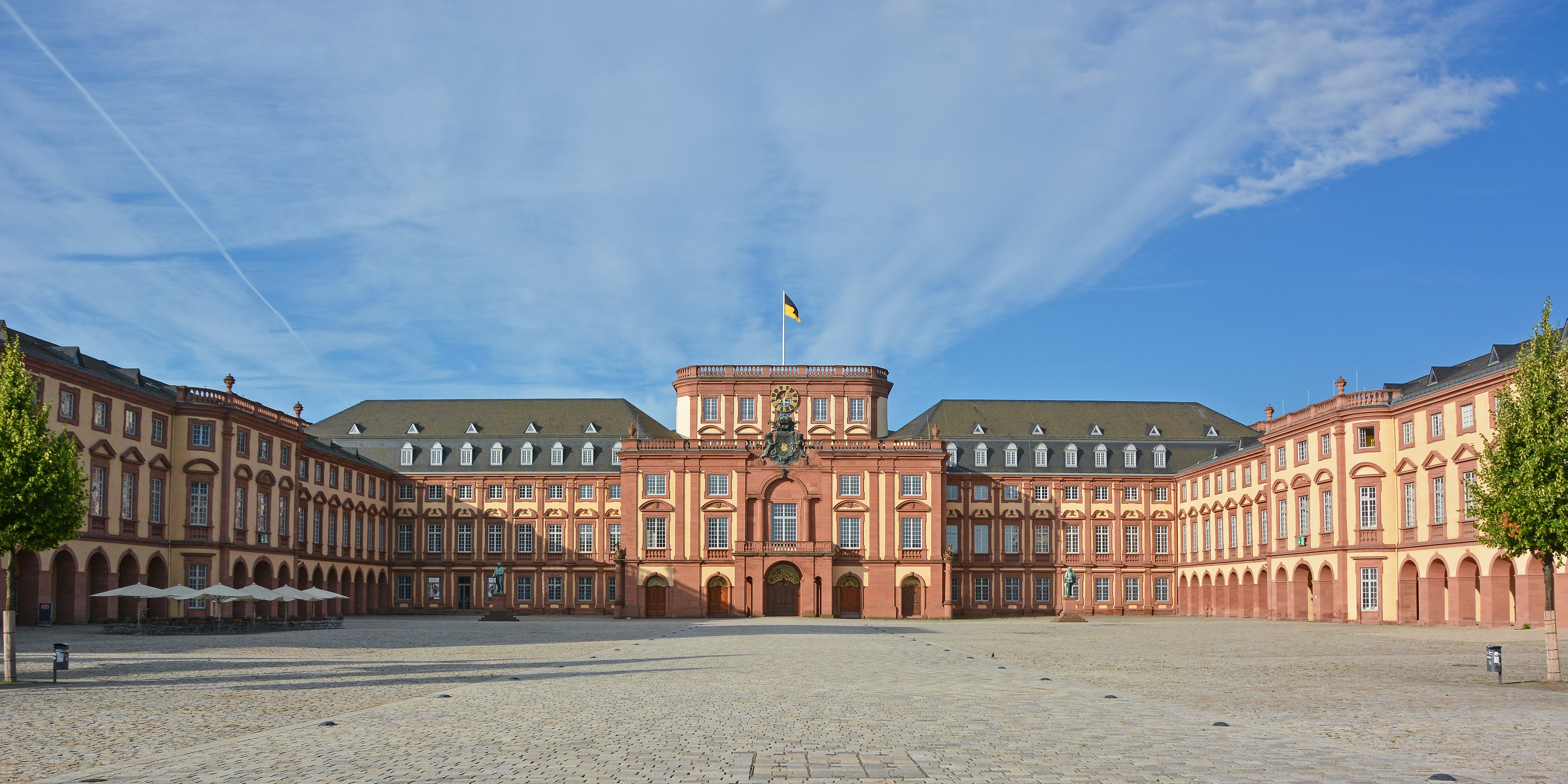
Mannheim
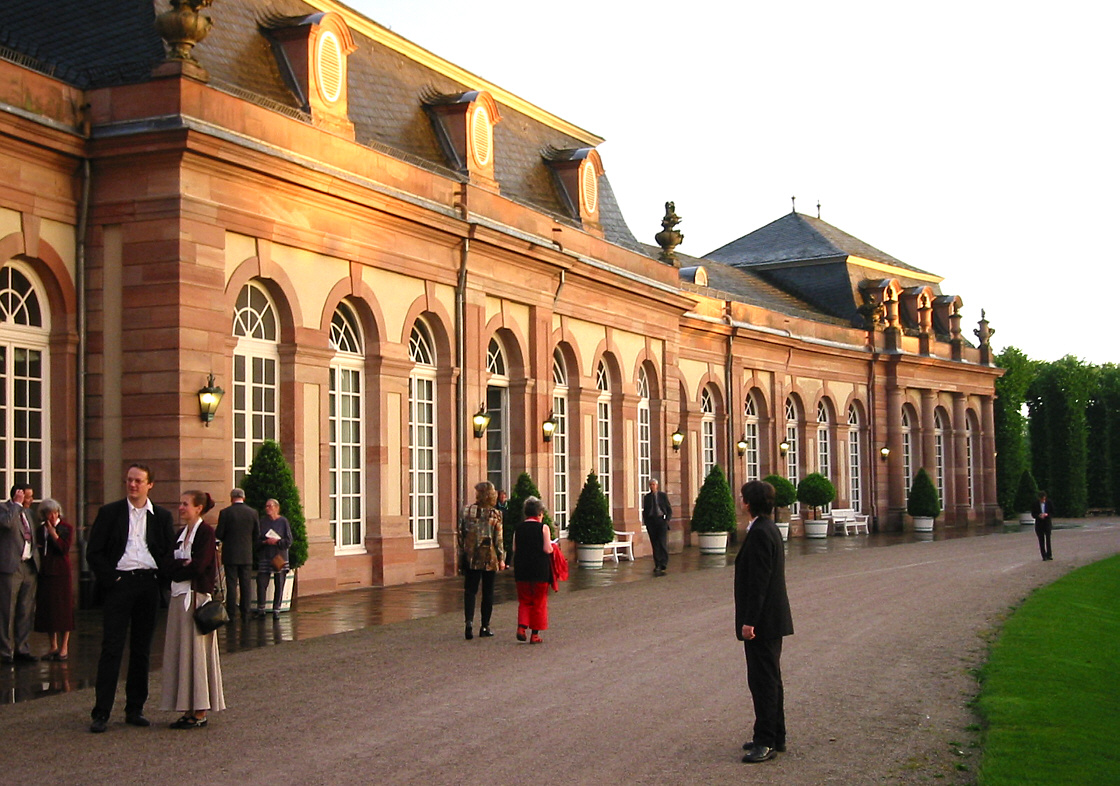
Schwetzingen
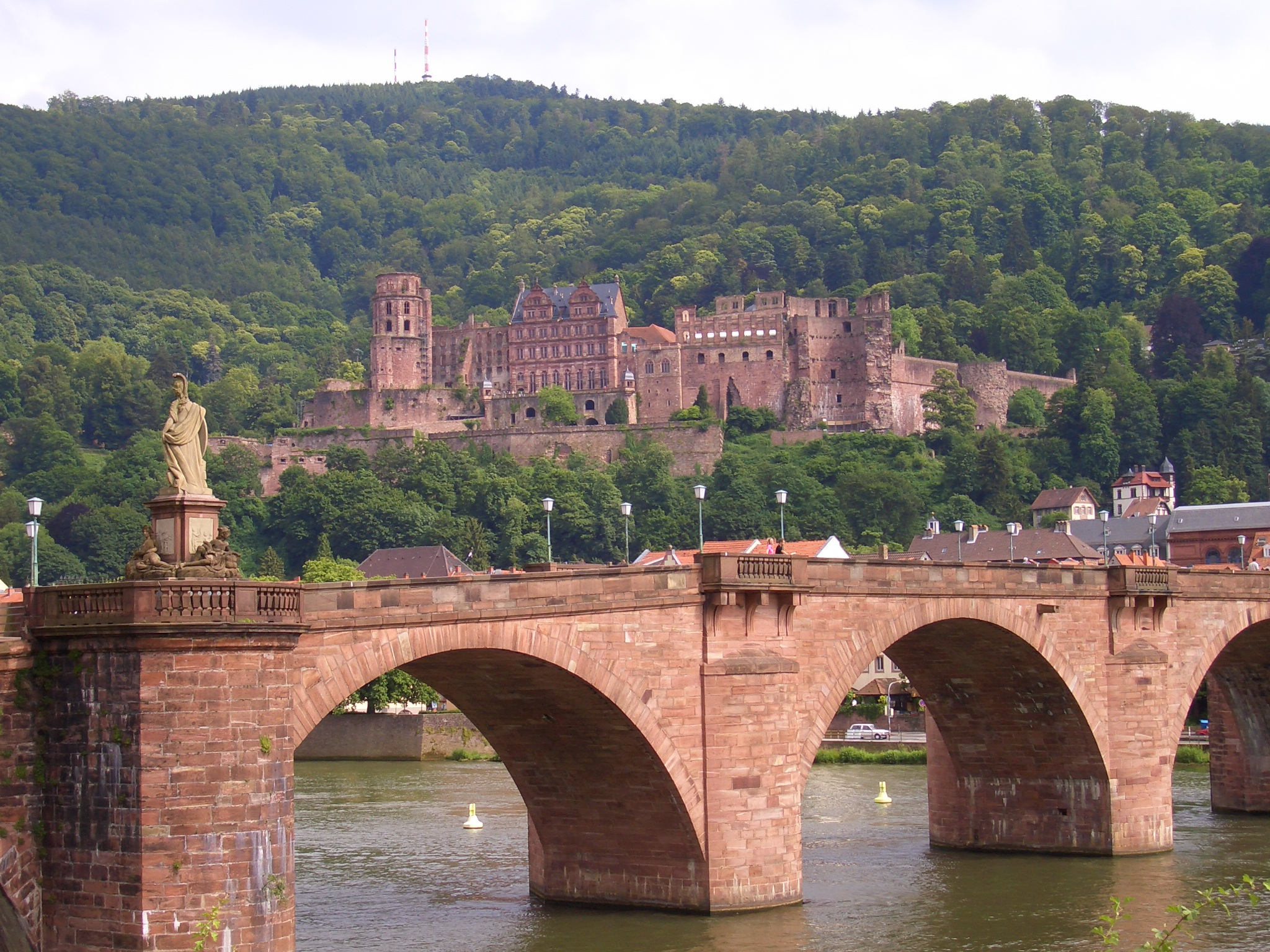
Heidelberg
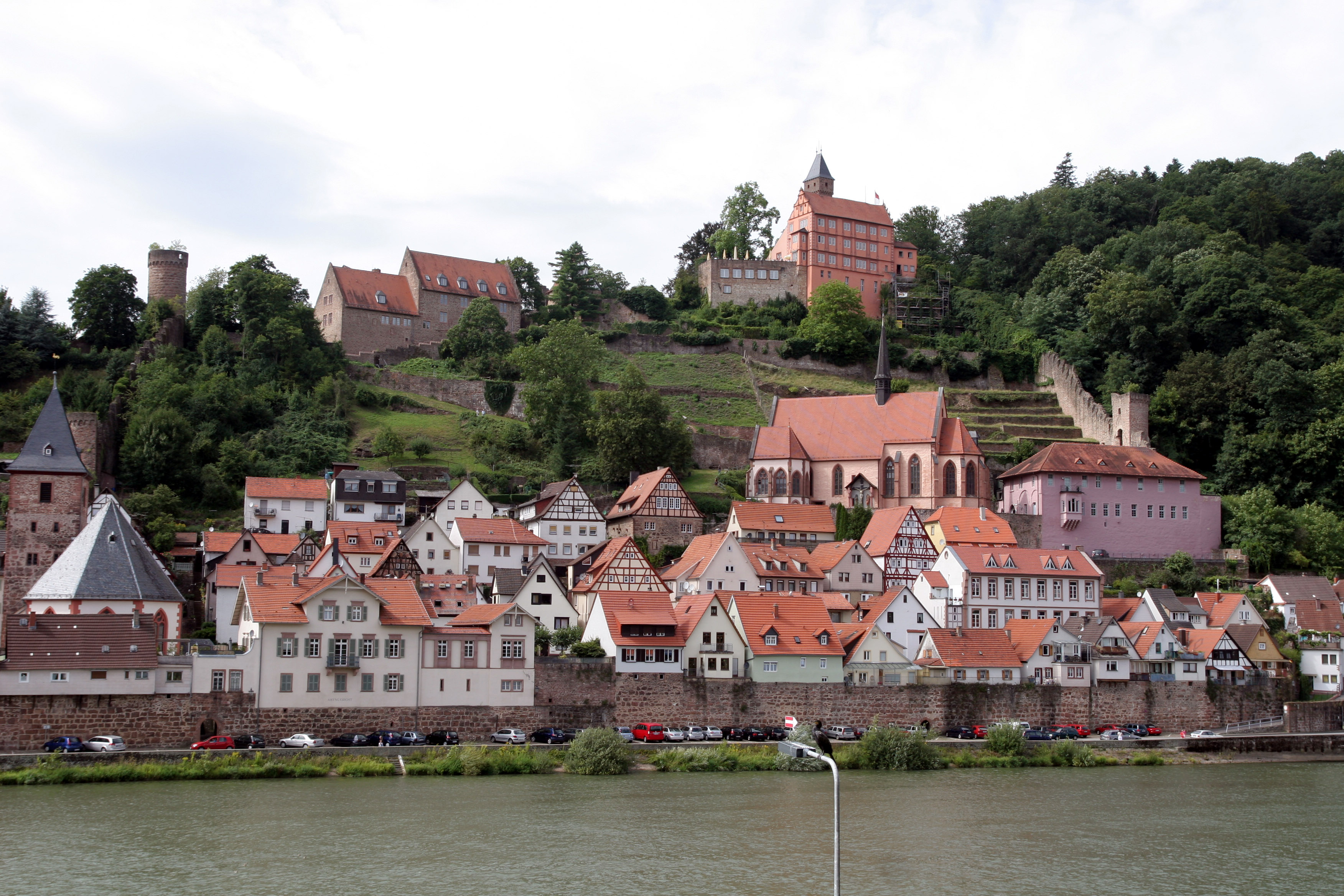
Hirschhorn
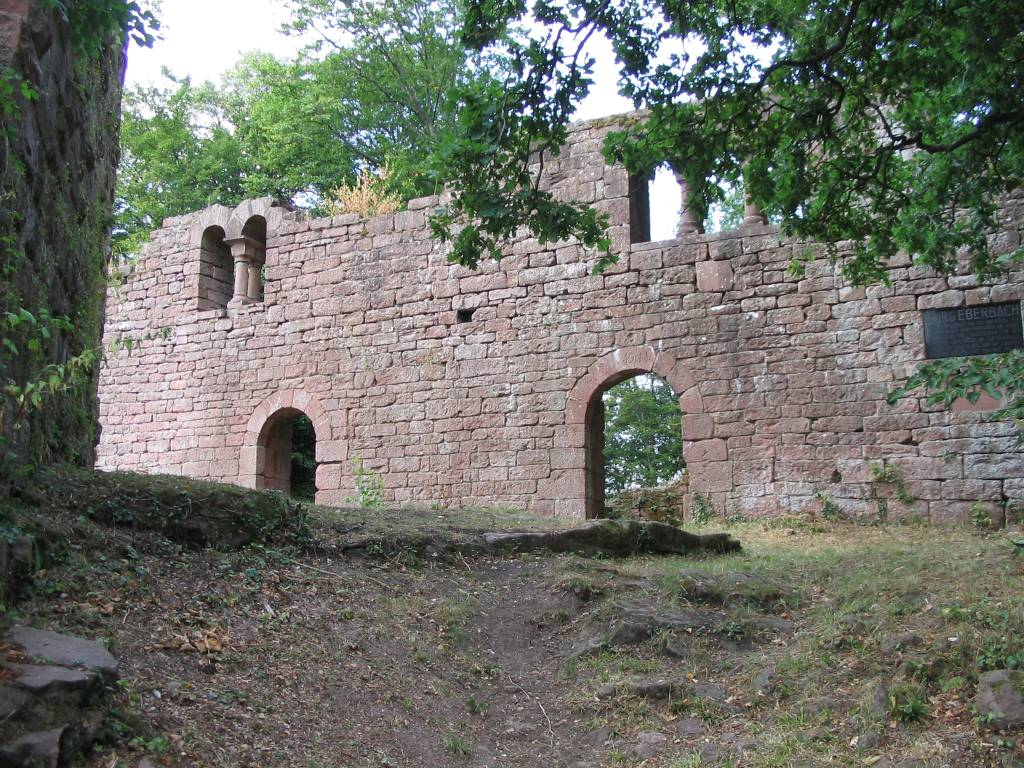
Eberbach
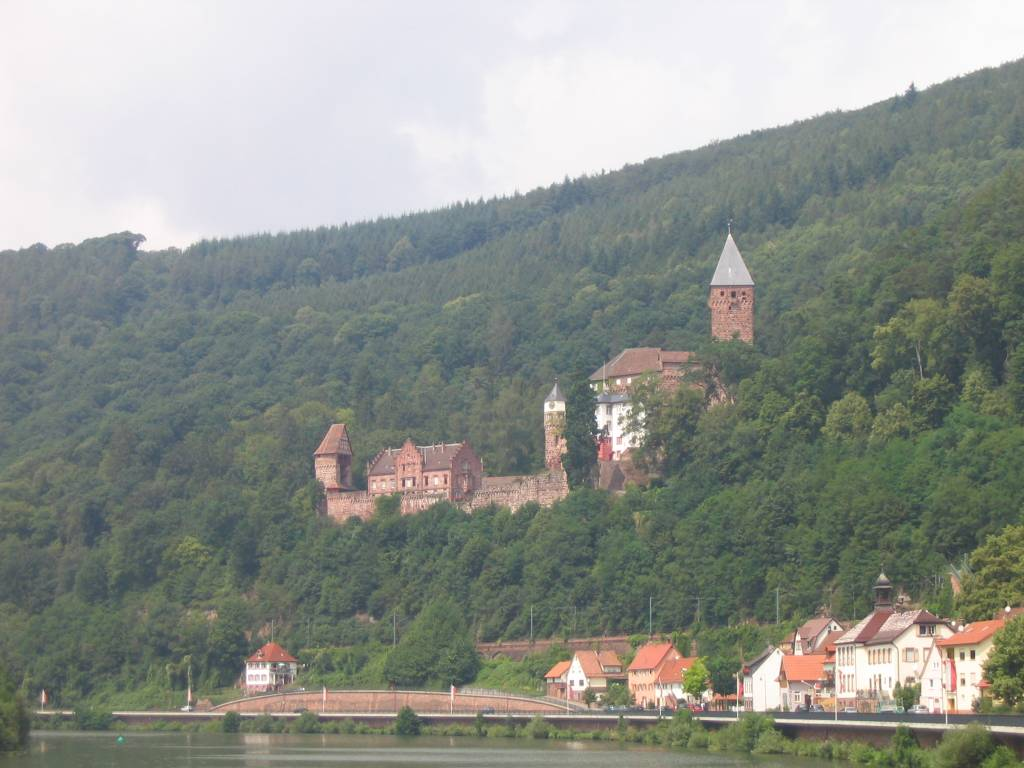
Zwingenburg
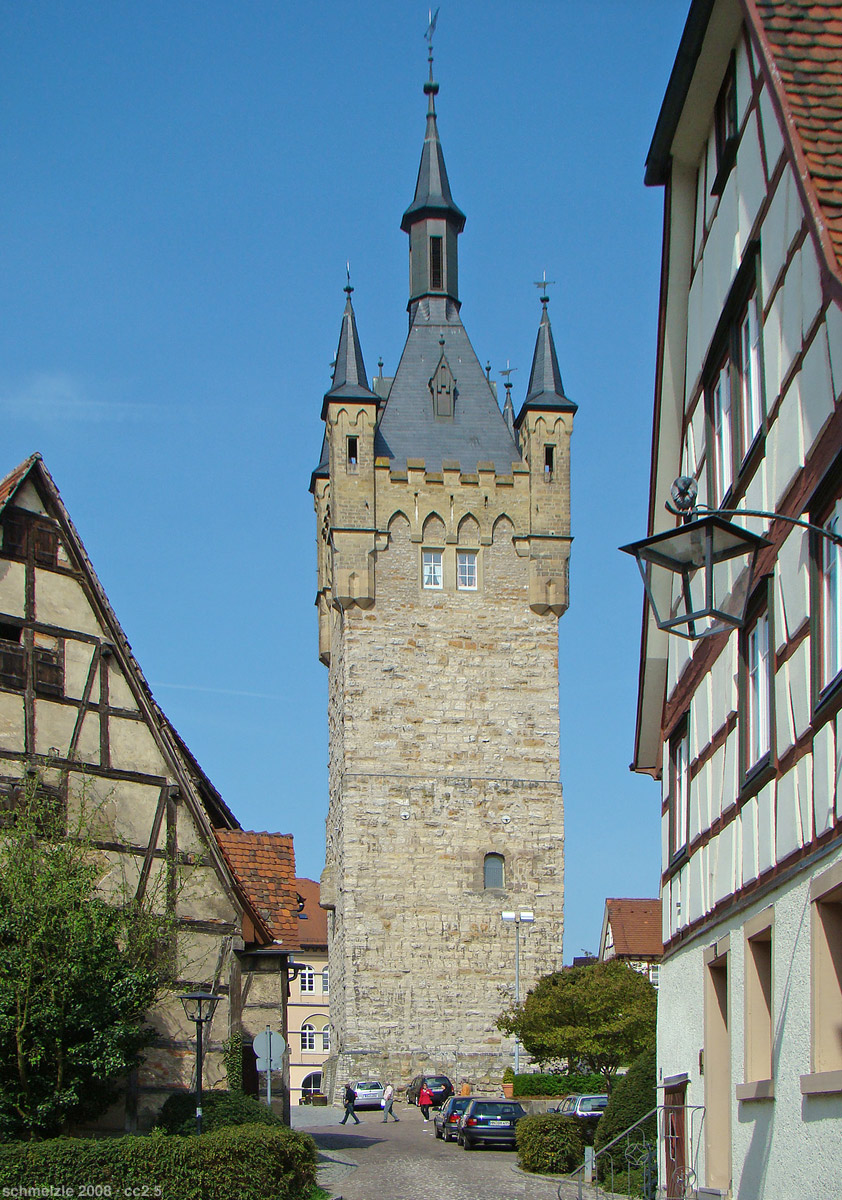
Kaiserpfalz Bad Wimpfen
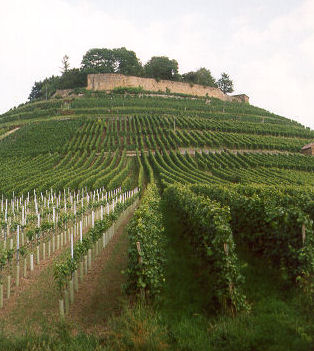
Rudere Weibertreu
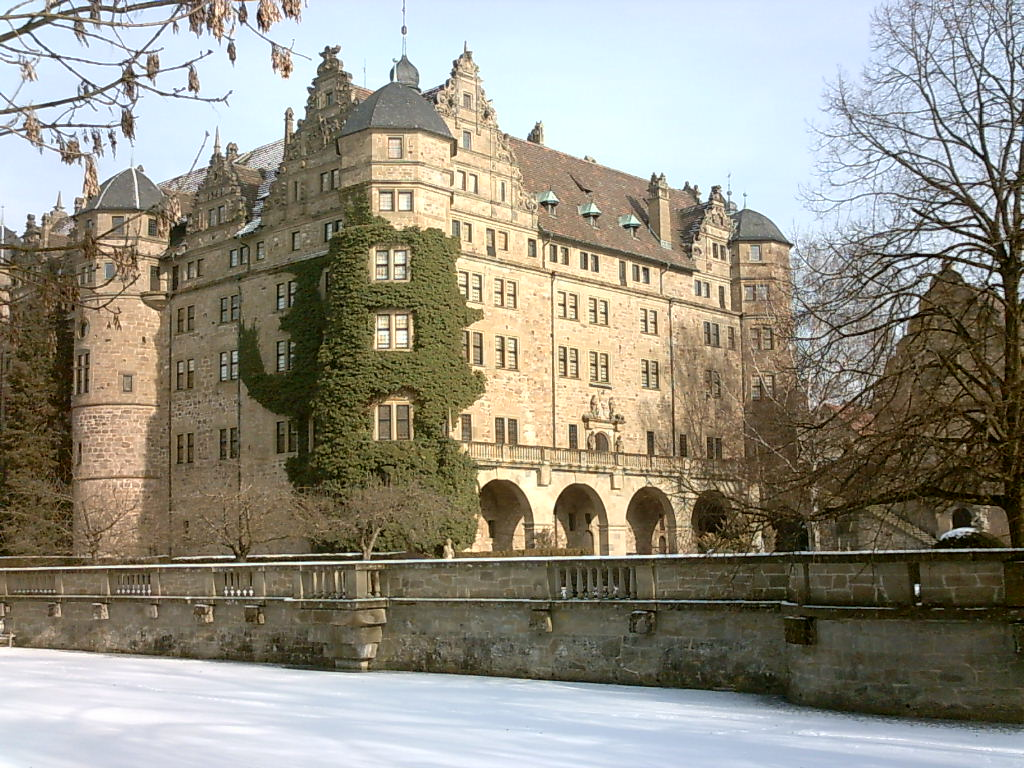
Neuenstein
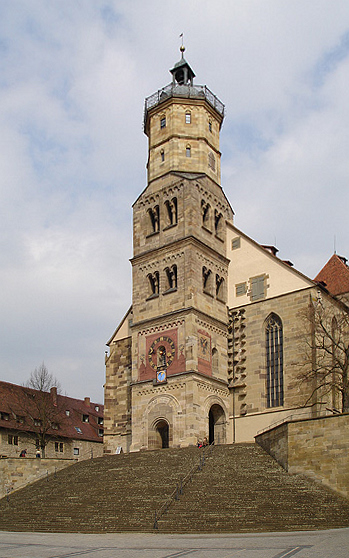
Schwäbisch Hall
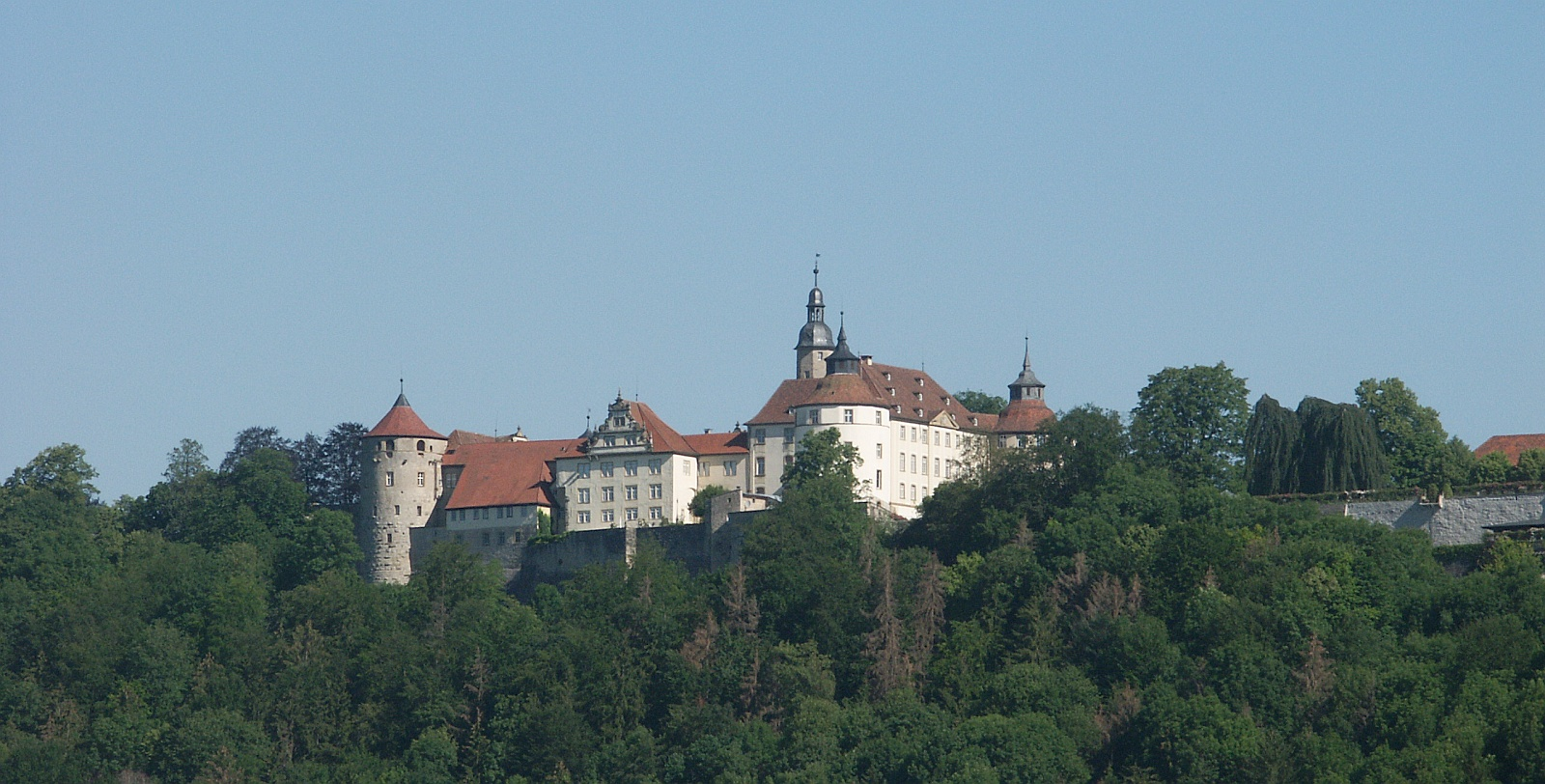
Langenburg
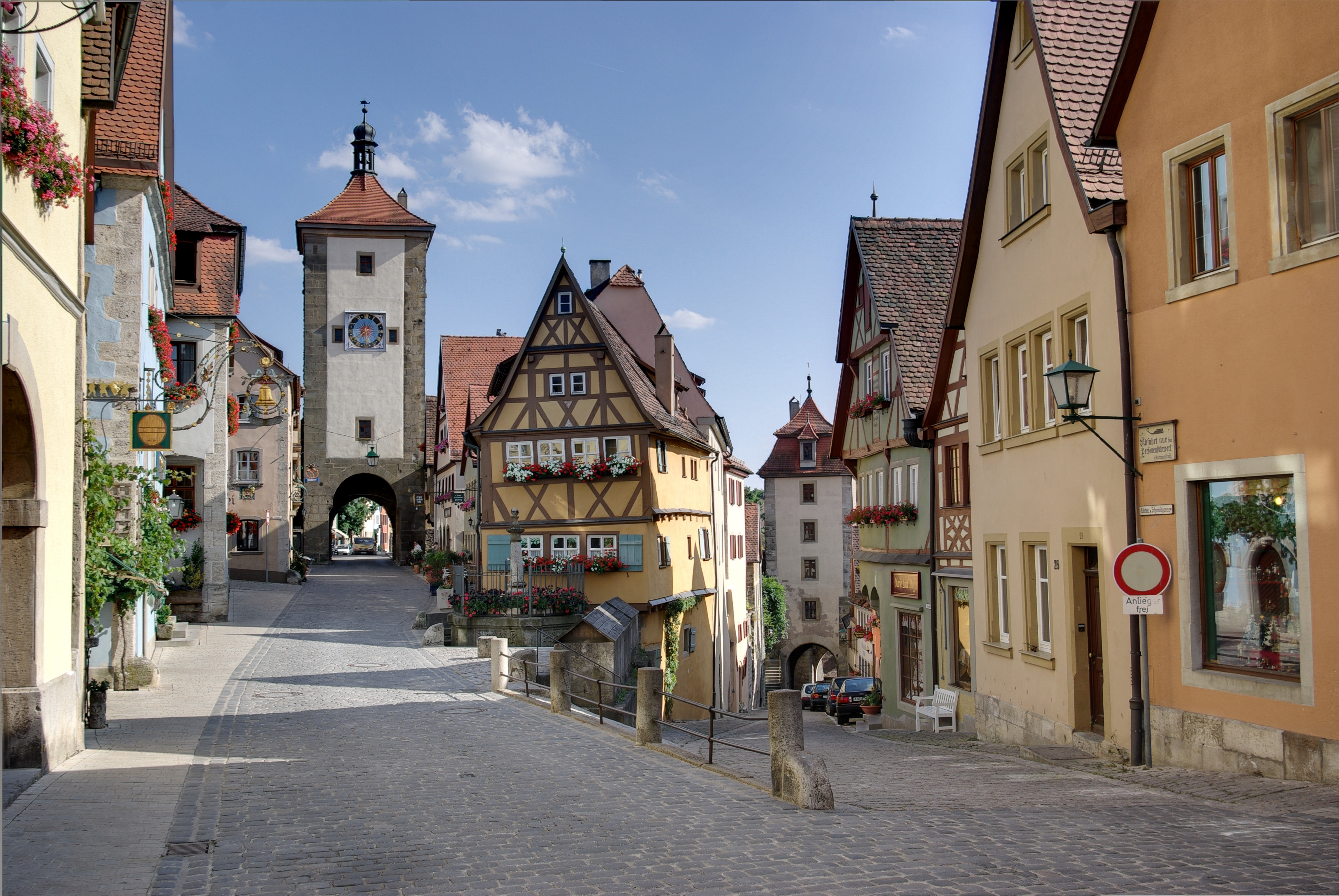
Rothenburg
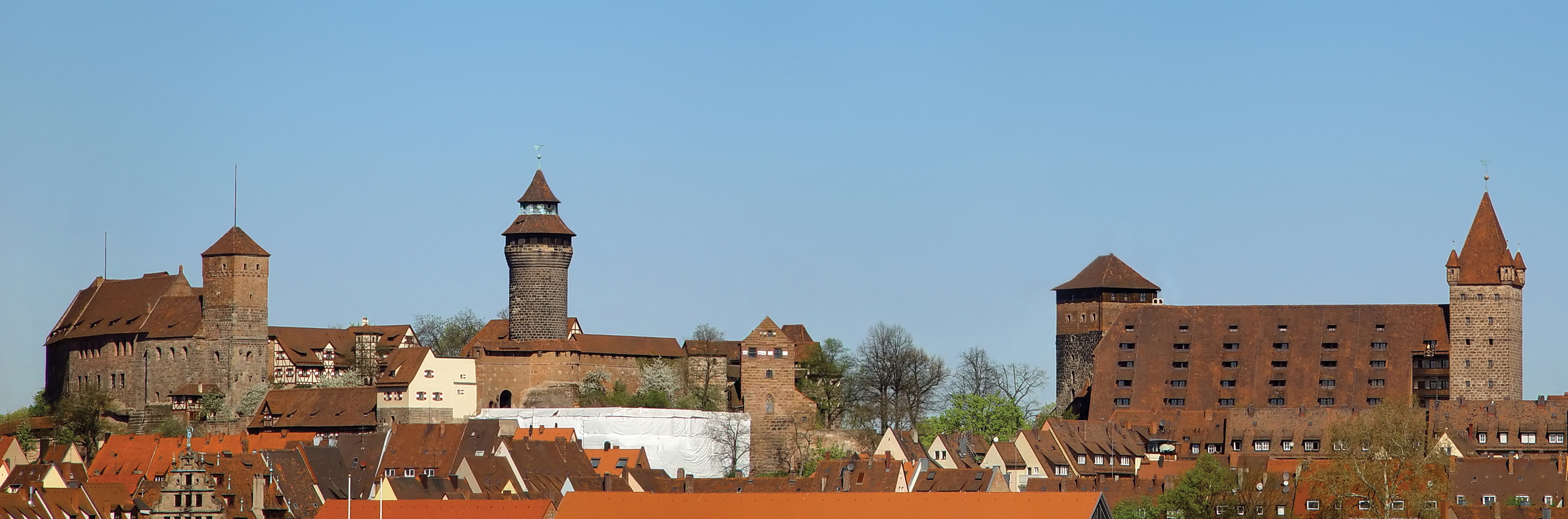
Kaiserburg a Norimberga
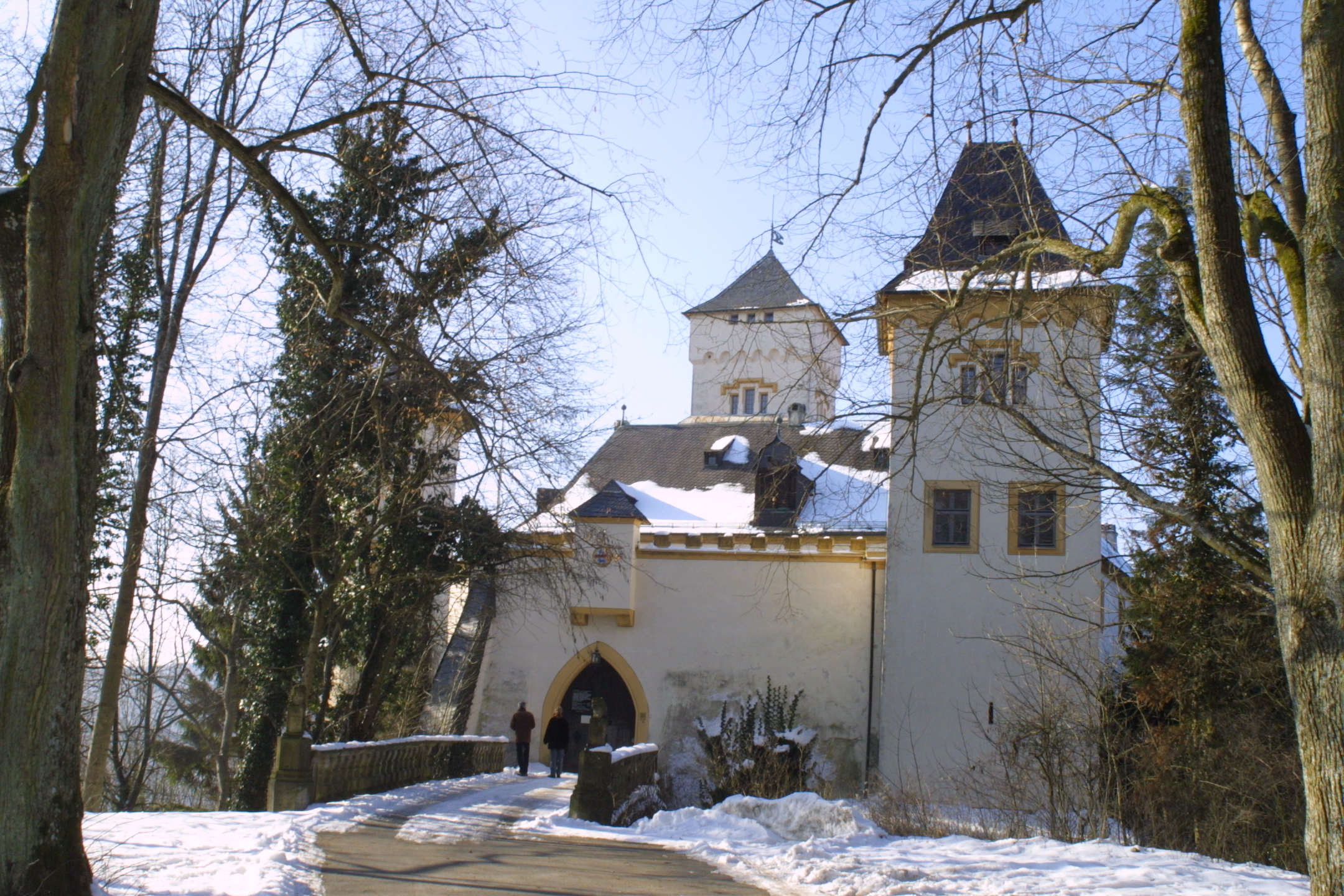
Greifenstein
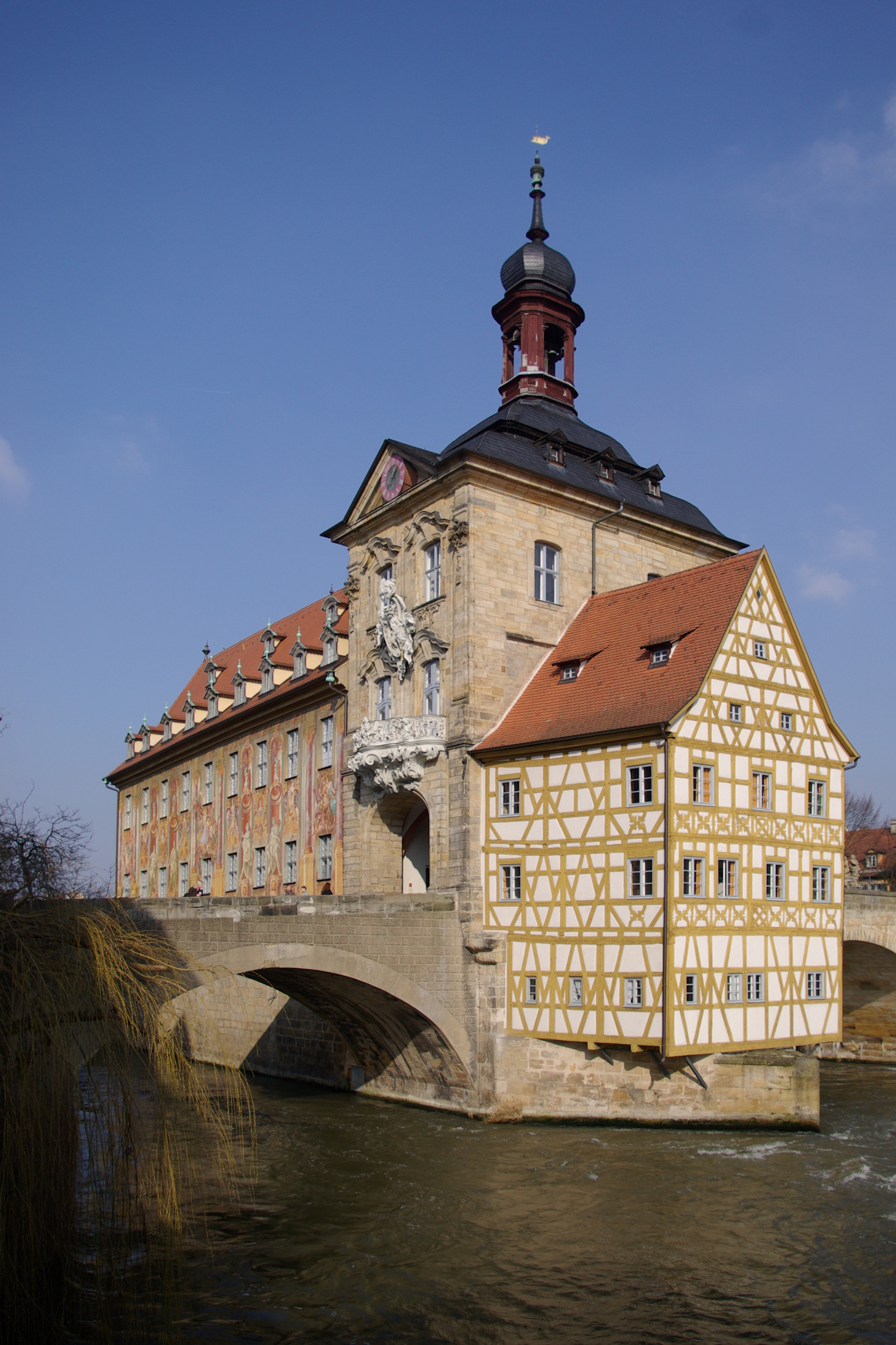
Bamberga
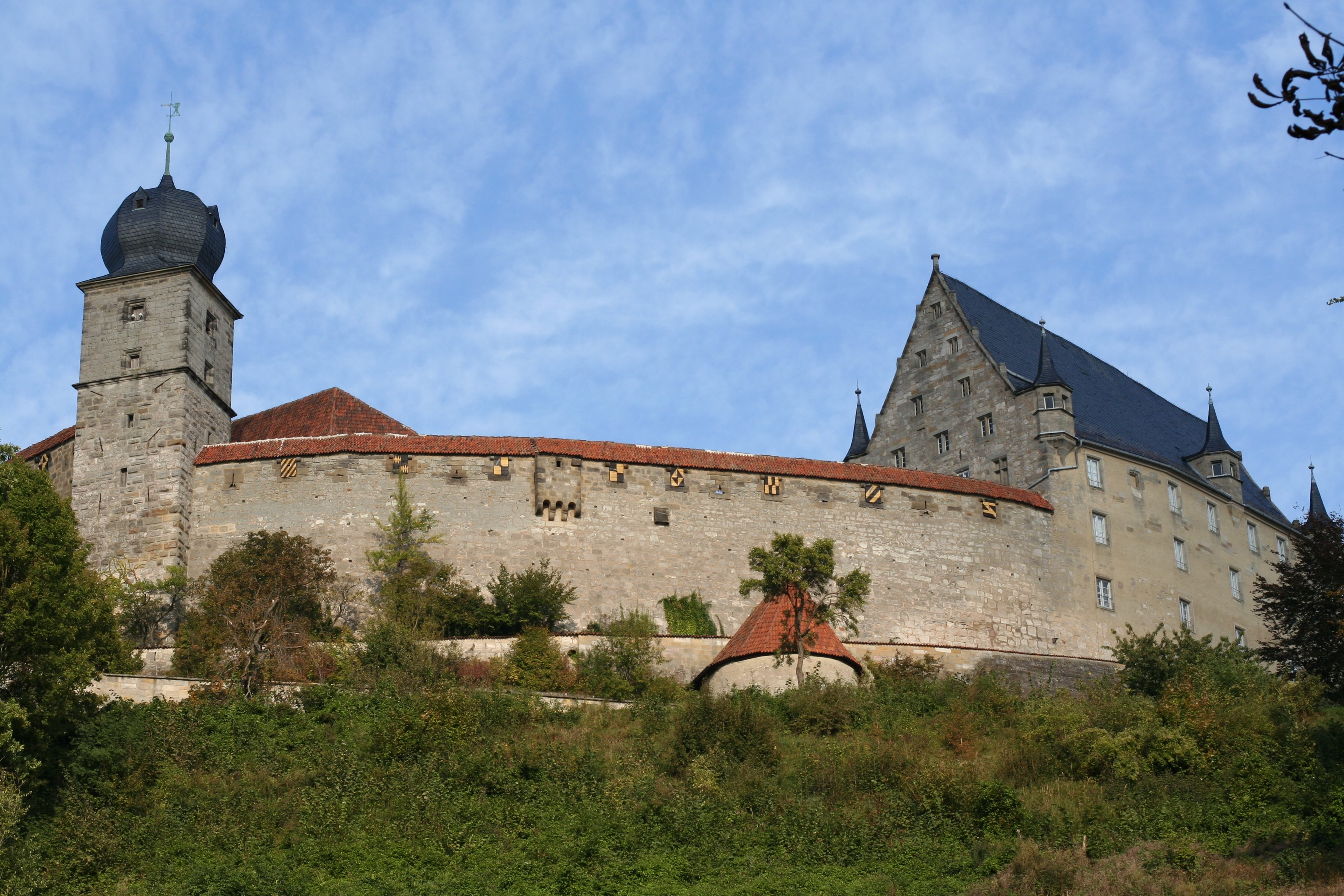
Veste Coburg
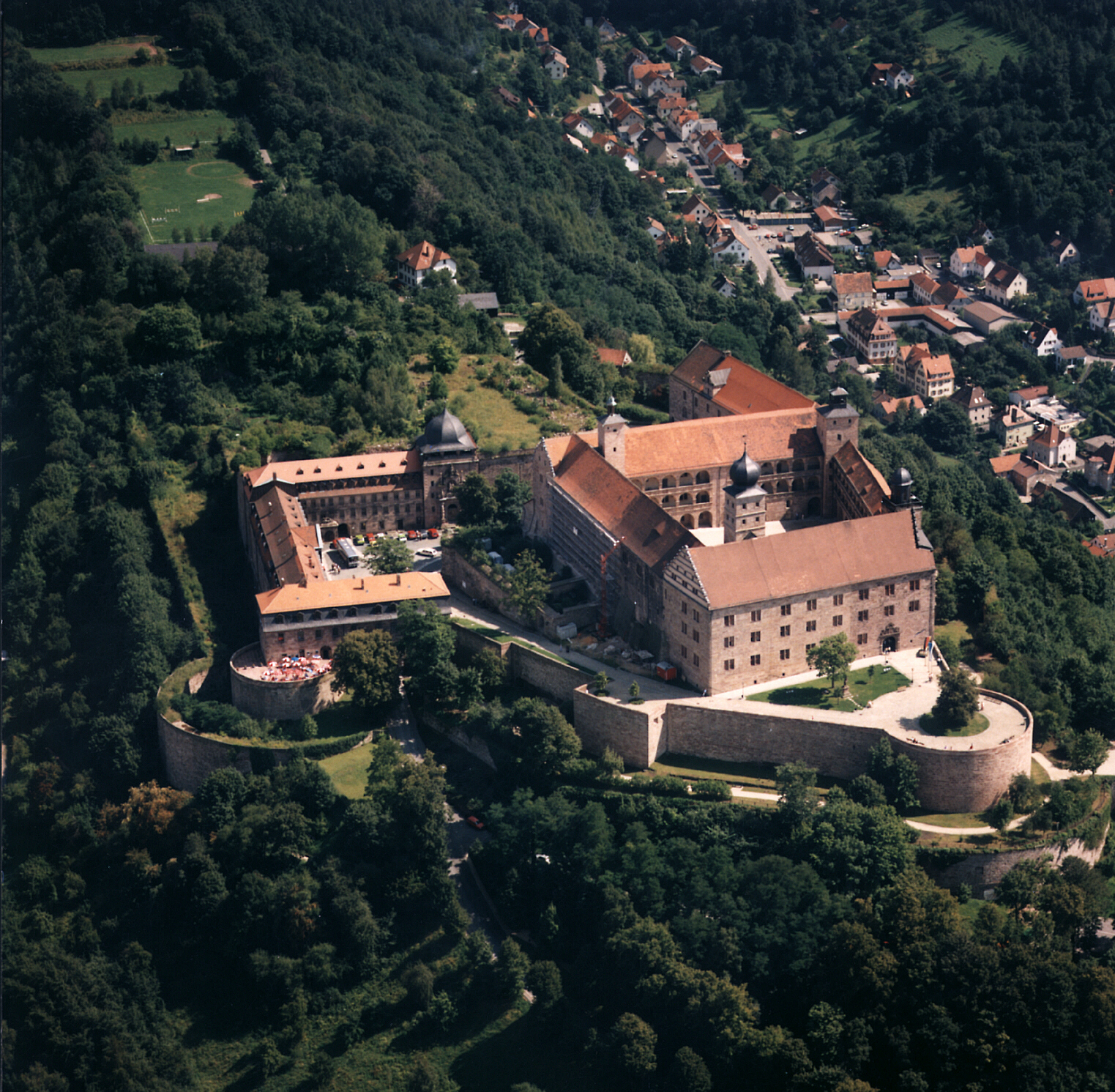
Plassenburg
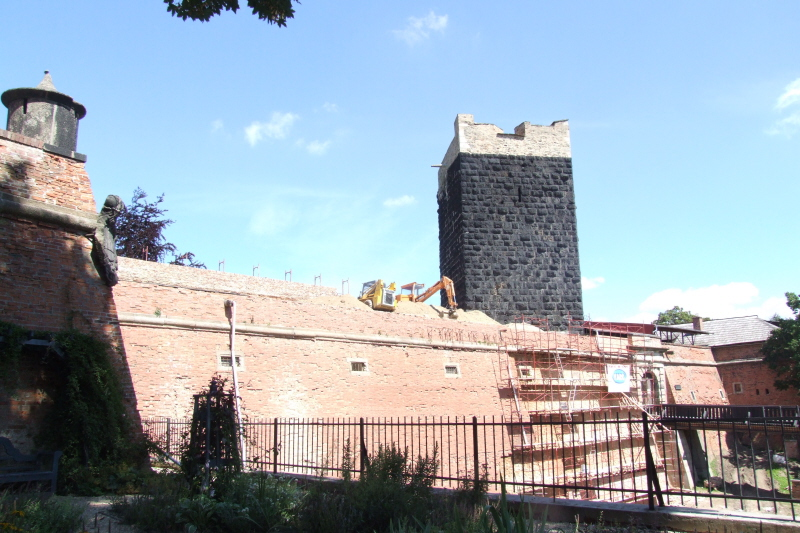
Burg Eger con la torre nera
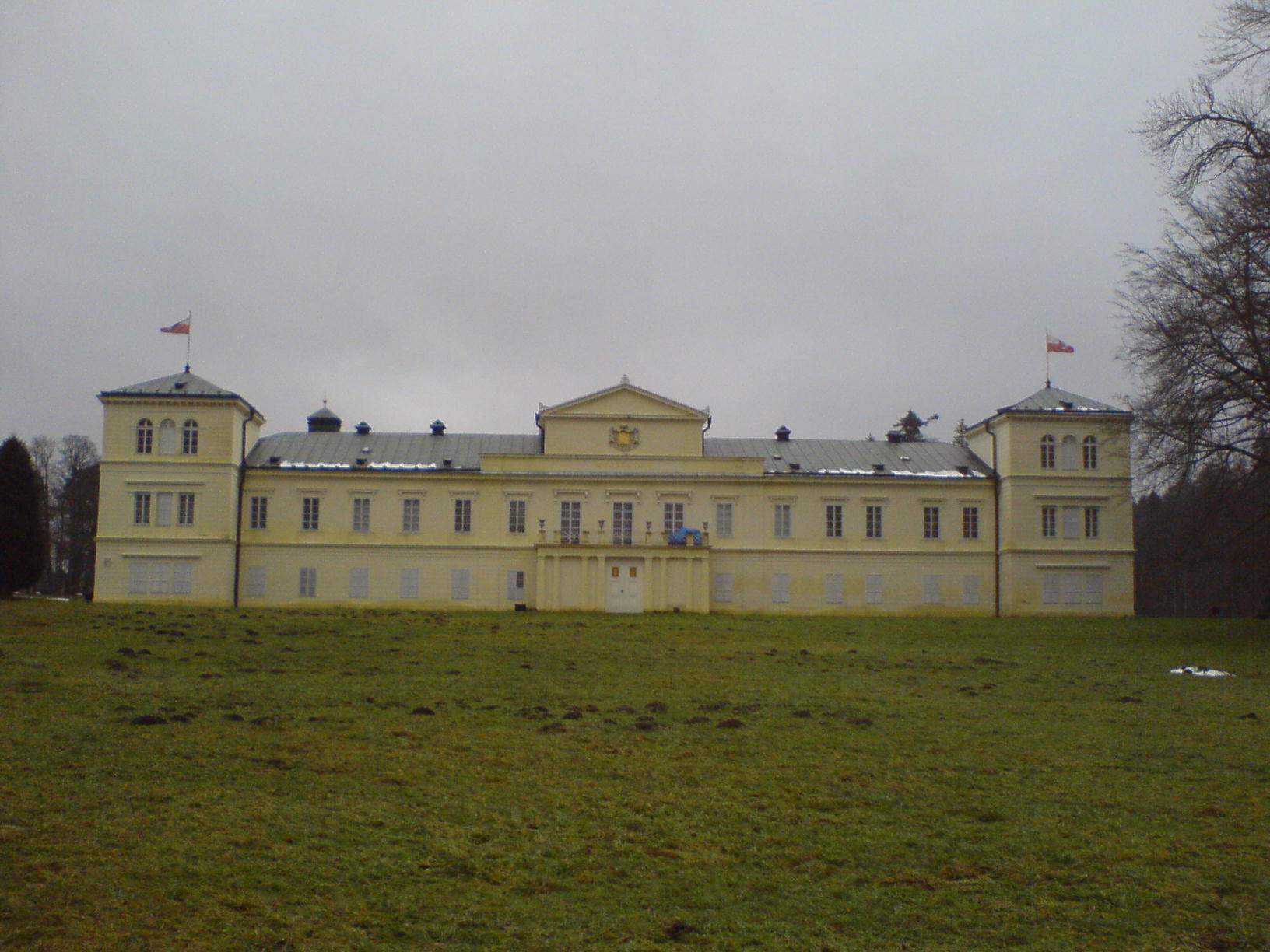
Schloss Kynžvart
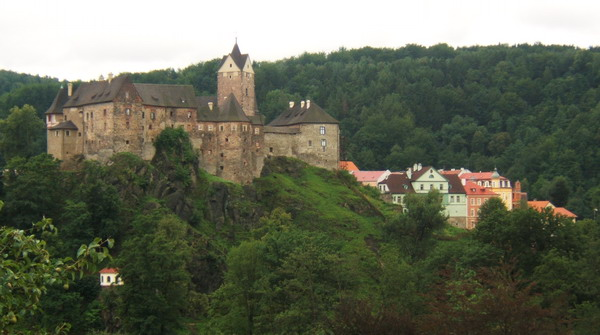
Burg Loket
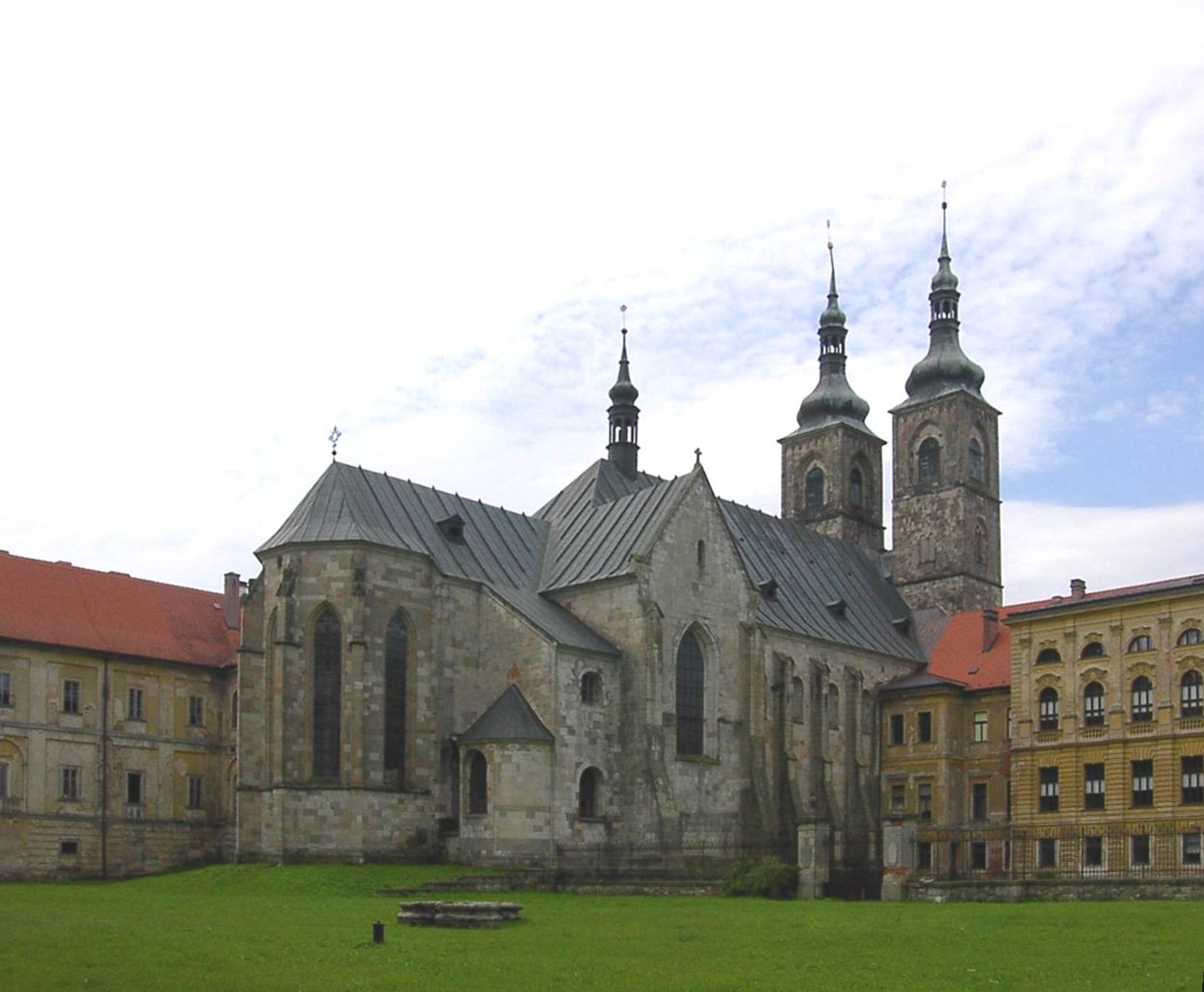
La chiesa appartenente al convento di Tepl
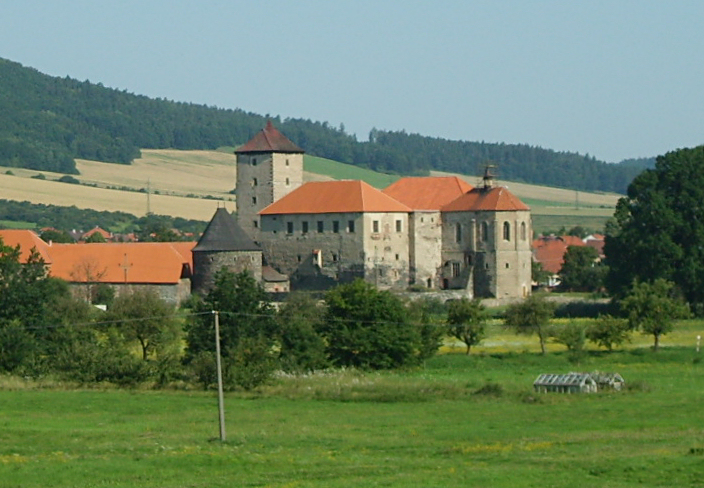
Burg Švihov
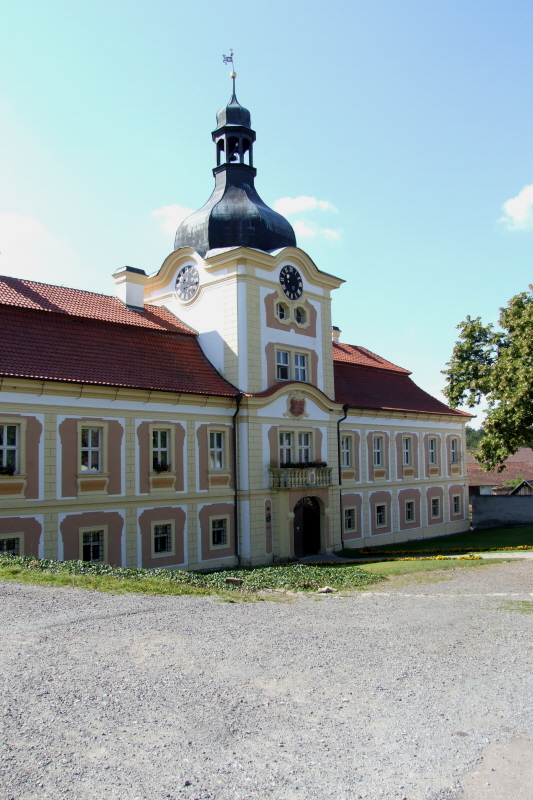
Schloss Nebílovy
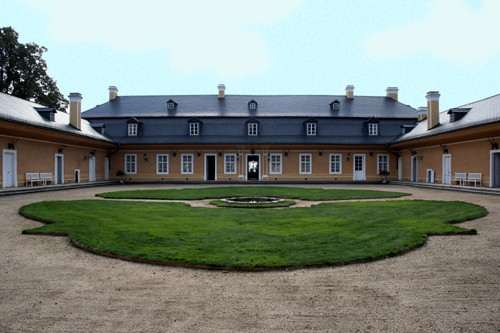
Schloss Kozel
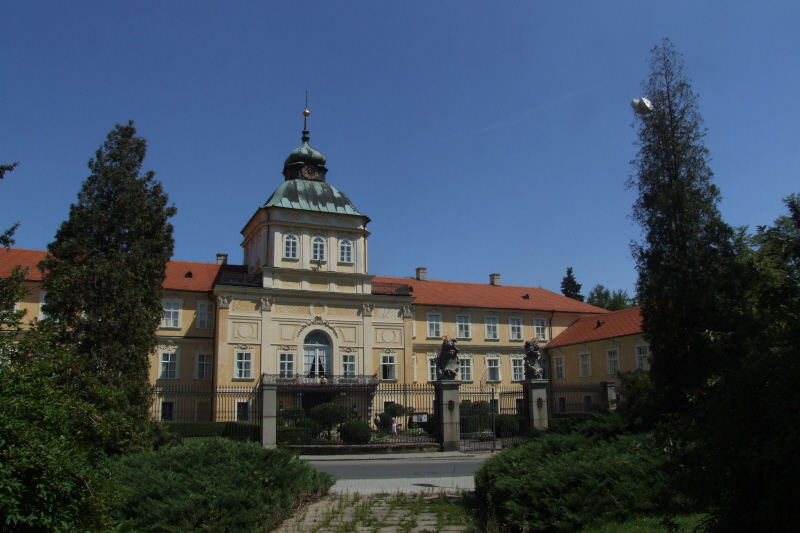
Schloss Horovice
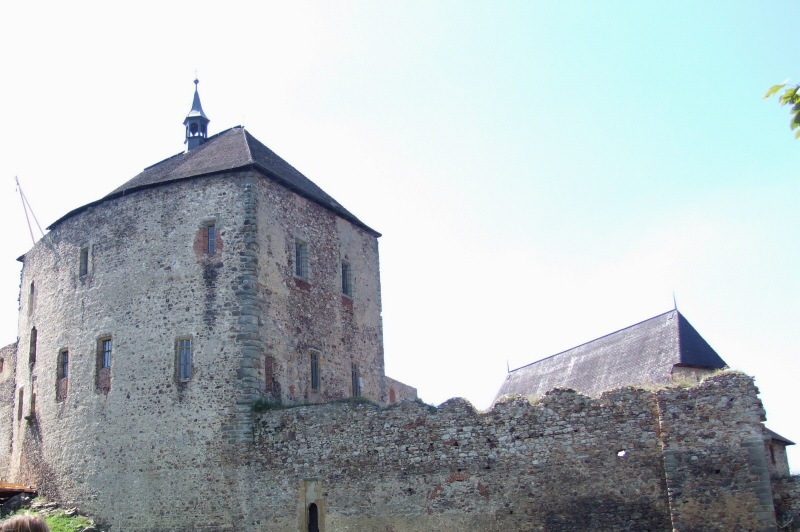
Burg Tocník
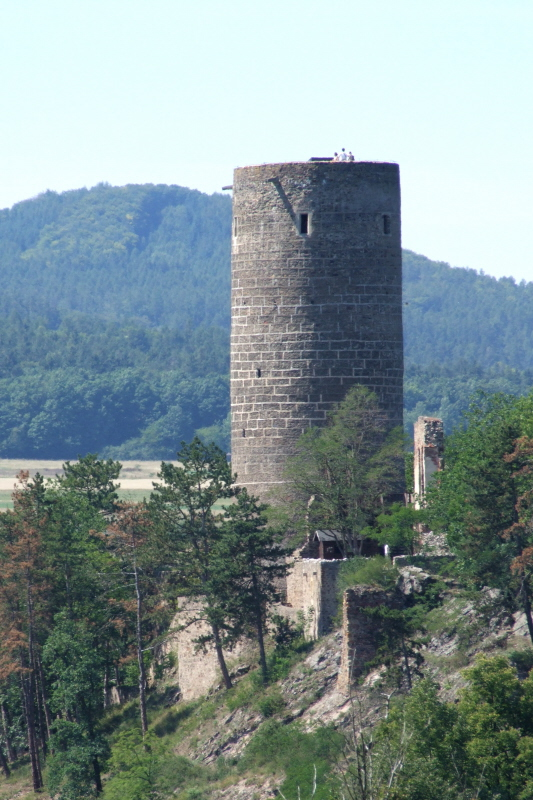
Burg Žebrák
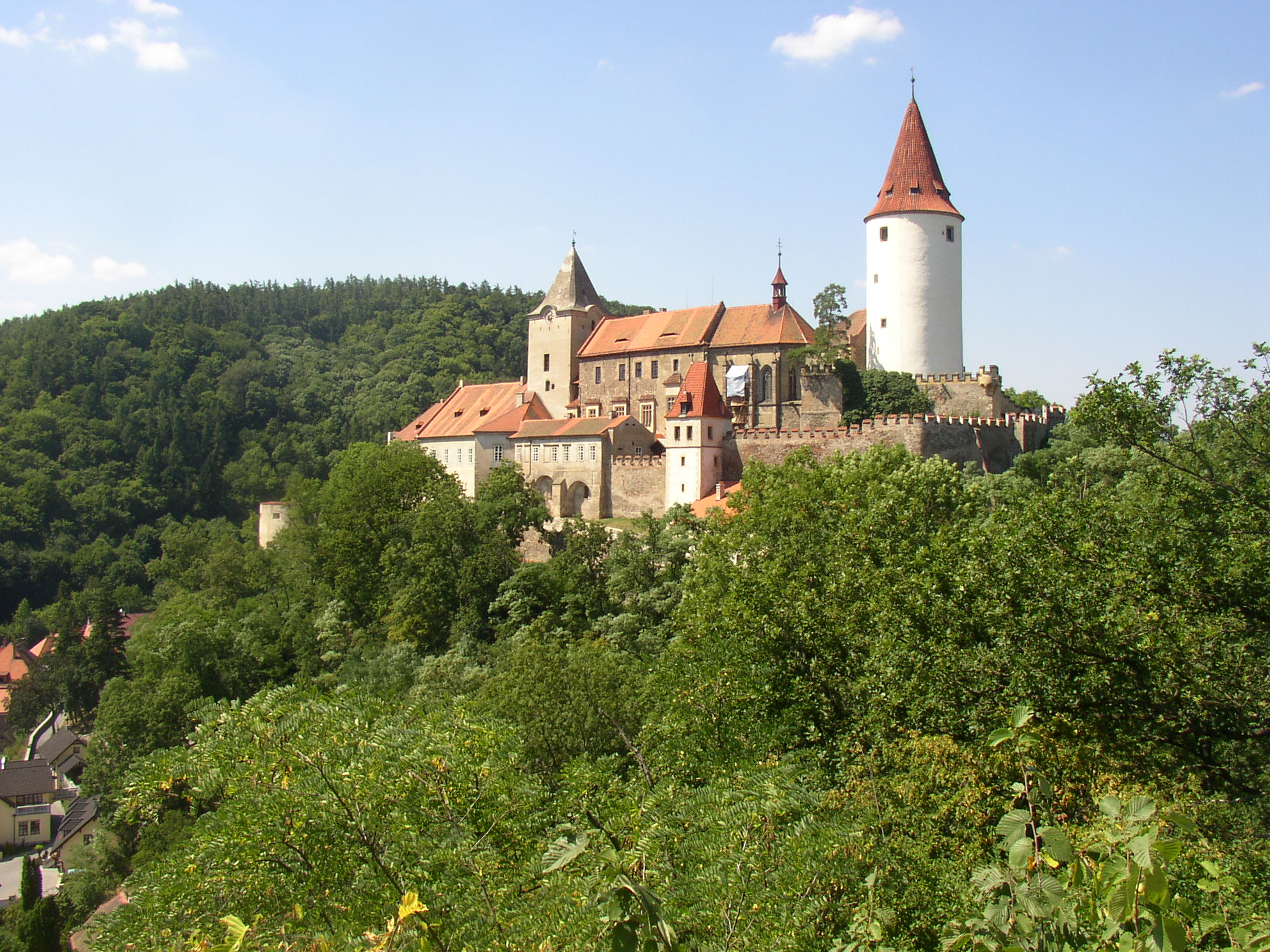
Burg Krivoklát
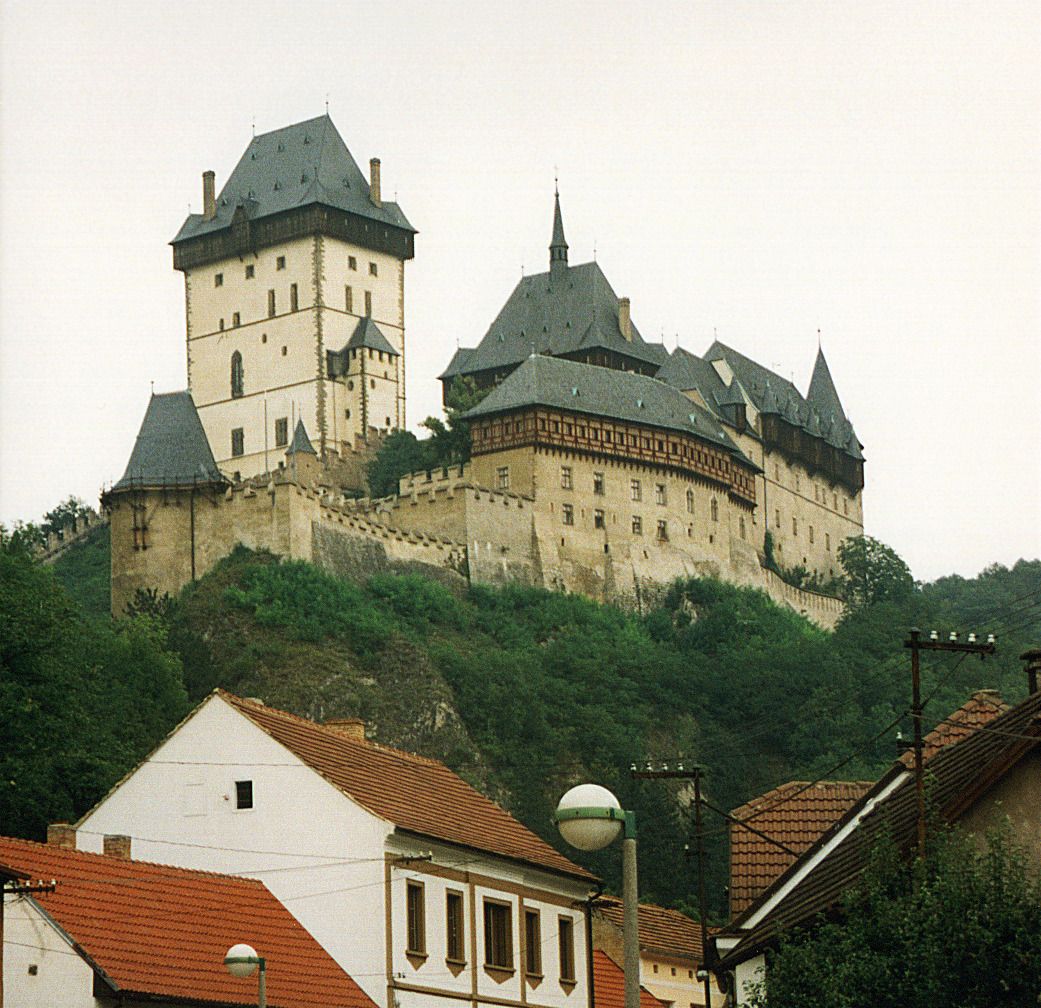
Karlšstein
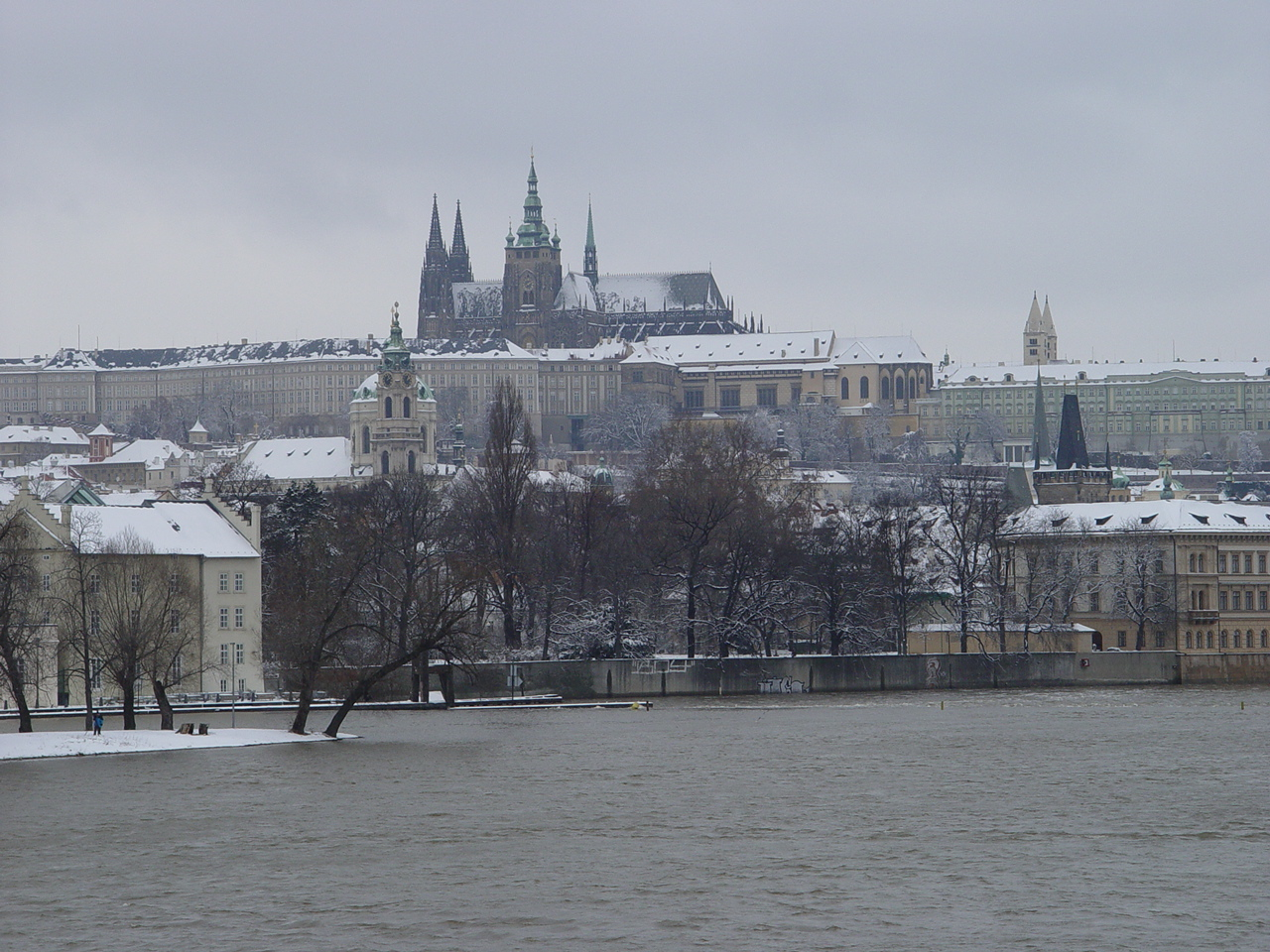
Praga